# IC 1829
IC 1829 је галаксија у сазвјежђу Ован која се налази на листи објеката дубоког неба у Индекс каталогу.
Деклинација објекта је + 14° 17' 53" а ректасцензија 2h 40m 32,8s. Привидна величина (магнитуда) објекта IC 1829 износи 14,6 а фотографска магнитуда 15,6. IC 1829 је још познат и под ознакама CGCG 439-26, PGC 10131.